# Patrizio Oliva
Pour les articles homonymes, voir Oliva.
Patrizio Oliva (né le 28 janvier 1959 à Naples, dans la région de Campanie) est un boxeur italien.

## Carrière
Il devient champion olympique des super légers aux Jeux de Moscou en 1980 après sa victoire en finale contre le Soviétique Serik Konakbaev. Oliva passe professionnel la même année et devient successivement champion d'Italie puis d'Europe EBU et champion du monde des super-légers WBA en 1986.

## Hommage
Le 7 mai 2015, en présence du président du Comité national olympique italien (CONI), Giovanni Malagò, a été inauguré  le Walk of Fame du sport italien dans le parc olympique du Foro Italico de Rome, le long de Viale delle Olimpiadi. 100 tuiles rapportent chronologiquement les noms des athlètes les plus représentatifs de l'histoire du sport italien. Sur chaque tuile figure le nom du sportif, le sport dans lequel il s'est distingué et le symbole du CONI. L'une de ces tuiles lui est dédiée .

## Parcours auxJeux olympiques
Jeux olympiques d'été de 1980 à Moscou (poids super-légers) :
- Bat Aurelien Agnan (Bénin) par arrêt de l'arbitre à la 1re reprise
- Bat Farez Halabi (Syrie) par arrêt de l'arbitre à la 3e reprise
- Bat Ace Rusevski (Yougoslavie) 3-2
- Bat Anthony Willis (Grande-Bretagne) 5-0
- Bat Serik Konakbaev (URSS) 4-1